# Podospongiidae
Podospongiidae é uma família de esponjas marinhas da ordem Poecilosclerida.

## Gêneros
- Diacarnus Burton, 1934
- Negombata de Laubenfels, 1936
- Podospongia du Bocage, 1869
- Sceptrintus Topsent, 1898
- Sigmosceptrella Dendy, 1922